# احمد سجادی
احمد سجادی نمایندهٔ دورهٔ نهم مجلس شورای اسلامی و عضو کمیسیون انرژی مجلس شورای اسلامی از حوزهٔ انتخابیهٔ احمد آباد، رضویه، سرخس و فریمان در استان خراسان رضوی است.